# BAE Systems
BAE Systems plc je britanska mednarodna korporacija. Ustanovljena je bila 30. novembra 1999, ko sta se združila British Aerospace in Marconi Electronic Systems. Leta 2012 je bilo drugo največje obrambno podjetje na svetu po prihodkih.Podjetje ima okrog 85000 zaposlenih.

## Predhodna podjetja
- British Aerospace (British Aircraft Corporation): Bristol Aeroplane Company, Vickers-Armstrongs, English Electric, Hunting Aircraft
- Hawker Siddeley
- Scottish Aviation
- Marconi Electronic Systems